# Lavochkin La-168
Lavochkin La-168 là một máy bay tiêm kích phản lực được phát triển bởi OKB Lavochkin tại Liên Xô.

## Thiết kế và phát triển
Được thiết kế đáp lại một yêu cầu vào năm 1946 cho một máy bay tiêm kích cánh xuôi mới có khả năng đạt tốc độ gần tốc độ âm thanh. Nó được thiết kế như một máy bay tiêm kích một chỗ với cánh xuôi sau tạo góc 37° 20' và động cơ phía sau phi công, nó có vẻ ngoài tương tự với Mikoyan-Gurevich MiG-15, MiG-15 được thiết kế với cùng đặc điểm. Nó cũng dùng chung vũ khí là pháo và động cơ Rolls-Royce Nene II. Không giống như MiG-15, La-168 có cánh đặt trên vai và một đuôi-T được bố trí ở sau. Vì Lavochkin quyết định chờ thuyết trình La-168 để đợi động cơ Nene II, trong khi MiG-15 đã thử nghiệm bay trước với động cơ yếu hơn là Nene I trước khi La-168 bay 4 tháng, đem lại cho MiG-15 một lợi thế quan trọng.
Chuyến bay đầu tiên của La-168 thực hiện vào ngày 22 tháng 4-1948 do phi công I. E. Fedorov điều khiển. La-168 đạt tốc độ 1084 km/h trên độ cao 2750 m (Mach 0.914). Các thử nghiệm tiếp tục cho đến 9 tháng 3-1949, khi thử nghiệm các khẩu pháo trên độ cao 15.000 m thì nó gây ra hiện tượng vỡ vòm kính buồng lái, gần như đã gây ra một tai họa chí tử, may mắn là phi công đã hạ cánh thành công xuống mặt đất. Cuối cùng, máy bay tiêm kích Lavochkin đã thua đối thủ cạnh tranh là MiG-15. Sau đó La-168 còn được phát triển một số phiên bản khác, bao gồm phiên bản sản xuất hàng loạt La-15, đây là loại máy bay có hiệu suất cao hơn và được yêu thích hơn so với MiG-15, nhưng đồng thời nó cũng đắt hơn và khó để đưa vào sản xuất hàng loạt như MiG-15. La-168 còn là cơ sở để phát triển La-176, máy bay Liên Xô đầu tiên đạt được tốc độ siêu âm (trong khi bay bổ nhào) vào 26 tháng 12-1948.
In March 1946, Yosif Stalin assigned the task of developing advanced single-seat fighters around the newly-acquired Rolls-Royce Nene turbojet to the design bureaux of Semyon A Lavochkin, Artem Mikoyan and Mikhail Gurevich, and Aleksandr Yakovlev on a competitive basis. The Lavochkin contender, the La-168, featured a shoulder-mounted wing sweptback 37° 20' at the leading edge and fitted with Fowler flaps. An armament of two 23mm NS-23KM cannon and one 37mm N-37 cannon was fitted and power was provided by a 2268 kg Nene R.N.2 turbojet.

## Thông số kỹ thuật (La-168)

### Đặc điểm riêng
- Phi đoàn: 1
- Chiều dài: 9.5 m (31 ft 2 in)
- Sải cánh: 10.56 m (24 ft 8 in)
- Chiều cao: n/a
- Diện tích cánh: 18.08 m² (194.54 ft²)
- Trọng lượng rỗng: 2.973 kg (6.540 lb)
- Trọng lượng cất cánh: n/a
- Trọng lượng cất cánh tối đa: 4.412 kg (9.706 lb)
- Động cơ: 1 × Rolls-Royce Nene II, 22.3 kN (4.994 lbf)

### Hiệu suất bay
- Vận tốc cực đại: 1.084 km/h (581 kt, 669 mph)
- Tầm bay: 1.275 km (688 nm, 786 mi)
- Trần bay: 14.570 m (47.790 ft)
- Vận tốc lên cao: 41.6 m/s (8.200 ft/min)
- Lực nâng của cánh:
- Lực đẩy/trọng lượng: 0.515

### Vũ khí
- 2 × pháo 23 mm Nudelman-Suranov NS-23
- 1 × pháo 37 mm NL-37

## Nội dung liên quan

### Máy bay có cùng sự phát triển
- Lavochkin La-15
- Lavochkin La-174
- Lavochkin La-176